# Auen (Villach)
Auen ist ein Stadtteil von Villach und liegt im Südosten der Stadt.

## Lage
Der Stadtteil breitet sich mit 493 ha zwischen der Gail und der Drau aus. Auen ist nach der dortigen, ehemaligen Au benannt.
Der Stadtteil umfasst die Zählbezirke Auen (20201 12) und Waltersdorf (20201 10).

## Geschichte
Bekannt war auch die alte Muldensiedlung – einfache, kleine, einstöckige, längliche Häuser mit je 2 Zimmern, die nach dem Krieg erbaut wurden und bis 2008 existierten. Sie wurden inzwischen seit 1994/95 sukzessive, durch modernere Wohnblöcke, der heutigen neuen „Muldensiedlung“ ersetzt.
Früher galt dieser Ort, wie viele weitere Stadtteile auch, als sozialer Brennpunkt.

## Wirtschaft und Verkehr
Heute ist Auen eine typische Vorstadt mit Wohnhäusern und Wohnblöcken, außerdem gibt es in Auen auch Gewerbe und Industrie. In Auen gibt es zahlreiche Geschäfte, wie das Atrio, wovon viele in der Maria-Gailer-Straße liegen, sowie auch ein Kino, eine Poststelle und eine Polizeiinspektion.
2005 wurde zu Entlastung der Ossiacher Zeile, der Tangente der Stadt Villach, die GAV genannte Straße eröffnet, die vom Atrio bis nach Landskron führt und somit weite Teile der Stadt verbindet.
In Auen befinden sich die Fabriken von Infineon. Der große Stadtgarten der Stadt Villach befindet sich ebenfalls hier.

## Infrastruktur und Bildung
Es gibt eine Höhere Technische Lehranstalt und eine Neue Mittelschule, welche 2002 renoviert wurde.